# Прибугское (Витовский район)
Прибугское (укр. Прибузьке) — село в Витовском районе Николаевской области Украины.
Основано в 1933 году. Население по переписи 2001 года составляло 1440 человек. Почтовый индекс — 54124. Телефонный код — 512. Занимает площадь 0,155 км².

## Местный совет
57280, Николаевская обл., Витовский р-н, с. Прибугское, ул. Ленина, 43, тел.: 60-02-24; 68-77-18